# بيت جعيل (أرحب)

تعديل مصدري - تعديل

بيت جعيل هي إحدى قرى عزلة زندان بمديرية أرحب التابعة لمحافظة صنعاء، بلغ تعداد سكانها 191 نسمة حسب تعداد اليمن لعام 2004.